# Liste der Baudenkmäler in Günzburg
Auf dieser Seite sind die Baudenkmäler in der schwäbischen Großen Kreisstadt Günzburg zusammengestellt. Diese Tabelle ist eine Teilliste der Liste der Baudenkmäler in Bayern. Grundlage ist die Bayerische Denkmalliste, die auf Basis des Bayerischen Denkmalschutzgesetzes vom 1. Oktober 1973 erstmals erstellt wurde und seither durch das Bayerische Landesamt für Denkmalpflege geführt wird. Die folgenden Angaben ersetzen nicht die rechtsverbindliche Auskunft der Denkmalschutzbehörde.

## Ensembles

### Ensemble Altstadt Günzburg

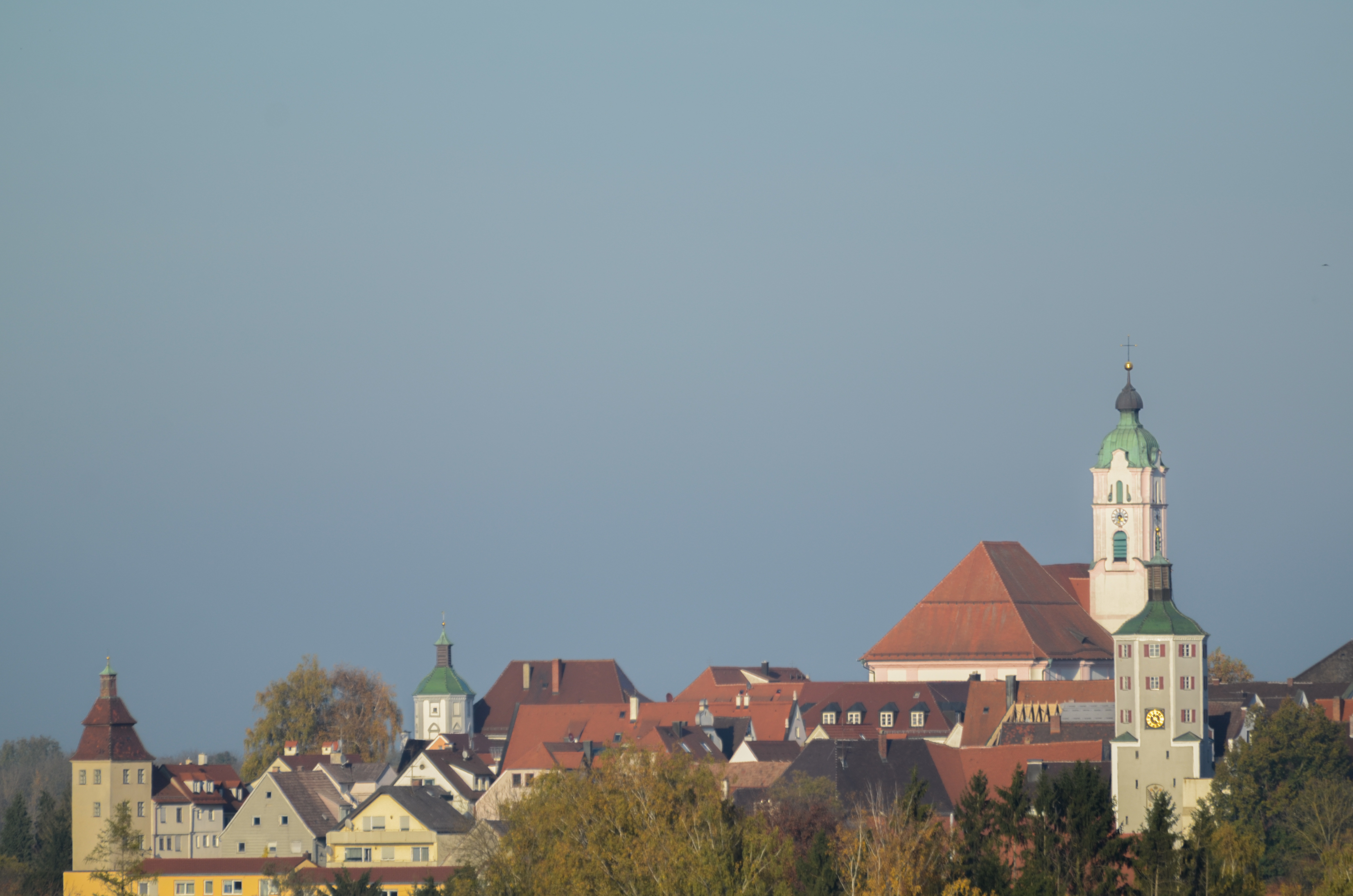
Die Günzburger Altstadt von Westen mit Vogelturm, Kuhturm, Frauenkirche und Unterem Tor

Das Ensemble umfasst die Altstadt Günzburg in den Grenzen der in großen Teilen erhaltenen Stadtbefestigung einschließlich des zum Teil überbauten Grabens.
Die Anlage der Stadt erfolgte planmäßig über nahezu quadratischem Grundriss um 1300 auf der Hochfläche über dem Tal der Günz, während der römische Vicus Guntia und auch die nachfolgende frühmittelalterliche Siedlung im Tal bei der Pfarrkirche Sankt Martin und an den Ufern der Günz zu suchen sind. 1328 war Günzburg, das sich rasch zum Hauptort der Markgrafschaft Burgau entwickelte, befestigt. Die Entwicklung zur Residenzstadt manifestiert sich im Ausbau der Burg in der 2. Hälfte des 16. Jahrhunderts durch Erzherzog Ferdinand II. zur Residenz. Die Anlage bildet in der Südwestecke der Stadt einen monumentalen Schwerpunkt im Stadtgefüge, dem im Nordwesten schon mit der vorbarocken Anlage des ehemaligen Franziskanerinnenklosters und seiner Kirche ein weiterer beherrschender Akzent zur Seite tritt.
Die breite, die Stadt in etwa gleich große Hälften teilende Marktstraße ist die bestimmende Achse im Stadtgrundriss. Von den zwei Toren, die an den beiden Enden die Abschlüsse bildeten, ist das Untere mit mittelalterlichem Kern und Aufbau des späten 16. Jahrhunderts erhalten. Die langen Platzwände entstehen aus bürgerlichen, zum Teil patrizischen Wohnbauten, deren überwiegend barocke Giebelfronten eindrucksvoll und sehr einheitlich die Blüte der Stadt im 18. Jahrhundert zum Ausdruck bringen. Nach schwäbischer Art herrschen Giebelhäuser vor.
Neben dem Marktplatz ergeben sich eigenwertig kleinere Straßen- und Platzräume, deren Günzburg Charakter den unterschiedlichen sozialen Aufbau des 16. bis 19. Jahrhunderts widerspiegelt. Parallel zur Marktachse laufen die Hofgasse und nördlich die Institutsgasse, die deutlich gegenüber den patrizischen Bauten und Gasthöfen des Marktes niedrigere Firsthöhen und schlichtere Fassadengestaltungen aufweisen; in diesen Bereichen hatten sich besonders die Handwerker niedergelassen. Beide Gassen münden in abgeschlossene Plätze jeweils an der Südwest- und Nordostecke der Stadt, die durch monumentalere Bebauung bestimmt sind: der Frauenplatz mit Frauenkirche und Institut der Englischen Fräulein sowie der Schlossplatz, seit jeher Sitz des Stadtherren, mit Schloss, Hofkirche und dem Rathaus in der ehemaligen Münze. Beide Gebäudegruppen sind von markanter Bedeutung für die Stadtsilhouette.
Die Randzone der Altstadt mit Münzgasse, Eisenhausgasse, Wätteplatz, Pfluggasse und Frauengasse wird durch kleine, bescheidene Häuser der Stadtmauer entlang bestimmt. Ihr intimer, ungestörter Charakter stellt einen eigenständigen Wert dar, der für den Aufbau der historischen Stadt von Bedeutung ist. Die Querverbindungen der durch die langen Straßenzüge in vier ungefähr gleich große Teilstücke gegliederten Stadt sind nur kurze Straßenzüge, welche die Abstufung des Stadtbildes im Querschnitt zeigen, aber auch die Störungen deutlich werden lassen.
Aktennummer: E-7-74-135-1

### Ensemble Innere Vorstadt
Der eingegrenzte Bereich umfasst die in älterer Zeit auch „Innere Vorstadt“ genannte Siedlung, die sich westlich außerhalb der ummauerten Altstadt bis zum Ufer der Günz ausdehnt.
Diese Vorstadt ist älter als die planmäßige Anlage der Altstadt auf der Höhe. Sie besaß im Hochmittelalter durch einen hier abgehaltenen wöchentlichen Markt Bedeutung. Nach der durch Herzog Leopold 1397 verfügten Verlegung dieses Marktes in die ummauerte Oberstadt mussten die dortigen Bürger den Einwohnern der Unterstadt bei der Errichtung von Toren, Zäunen und Gräben zu ihrem Schutz behilflich sein.
Das Grundgefüge dieser Vorstadt ist seit ältester Zeit durch die Verzweigung der Straßen nach Ichenhausen, Krumbach und Ulm am Platz vor der Spitalkirche bestimmt. Bis zum Beginn des 19. Jahrhunderts waren diese Hauptstraßen am Austritt aus der Vorstadt durch Tore abgeschlossen. – Monumentale Mittelpunkte in dem überwiegend durch giebelständige Handwerker- und Ackerbürgerhäuser bebauten Quartier sind die Spitalkirche und das seit der Mitte des 15. Jahrhunderts anstelle eines Widdumhofes der Pfarrei Sankt Martin errichtete Bürgerspital.
Aktennummer: E-7-74-135-2

## Stadtbefestigung
Die Stadtbefestigung ist Ende des 16. Jahrhunderts über der Grundlage des 14. Jahrhunderts errichtet worden.
Erhalten sind folgende Teile:
- sogenannter Hexen- bzw. Eulenturm, nordöstlicher Eckturm der Stadtbefestigung, quadratischer Bau mit Mansardzeltdach, im Kern 15. Jahrhundert, Dachteile nach 1735
- sogenannter Ursula- bzw. Vogelturm, nordwestlicher Eckturm der Stadtbefestigung, quadratischer Bau mit Mansardzeltdach, im Kern 14./15. Jahrhundert, oberer Teil nach 1735
- südwestlicher Eckturm, quadratischer Bau mit Zeltdach, im Kern 14./15. Jahrhundert
- Stadtgraben in großen Teilen noch erkennbar

Siehe auch Adolf-Paul-Gasse 1, 2, 5, 7, Eisenhausgasse 1–5, Frauengasse 1–5, 8, Frauenplatz 1, 2, 3, 4, 8, Kapuzinergasse 8, Marktplatz 6, 40, 42, 43, 44, Münzgasse 1, 3, 5, 7, 9, 11, 13, 15, 17, 19, Pfluggasse 1–9, Postgasse 6, 8, 10, 12, 14, Radwinkel 5, 7, Rathausgasse 2, Schloßplatz 2, 3, 4, Theaterplatz 1, Wätteplatz 3, Zum Kuhturm 1, 3.
Aktennummer D-7-74-135-1
| Lage                                   | Objekt                             | Beschreibung | Akten-Nr.               | Bild           |
| -------------------------------------- | ---------------------------------- | --- | ----------------------- | -------------- |
| Adolf-Paul-Gasse 1, 2, 5, 7 (Standort) | Eingebauter Teil der Stadtmauer    | 14./15. Jahrhundert | D-7-74-135-1 Wikidata   | BW             |
| Eisenhausgasse 1 (Standort)            | Stadtmauer                         | Teilstück, 14./15. Jahrhundert | D-7-74-135-1 Wikidata   | BW             |
| Eisenhausgasse 2 (Standort)            | Stadtmauer                         | Teilstück, 14./15. Jahrhundert | D-7-74-135-1            | BW             |
| Eisenhausgasse 3 (Standort)            | Stadtmauer                         | Teilstück, 14./15. Jahrhundert | D-7-74-135-1            | Stadtmauer     |
| Eisenhausgasse 4 (Standort)            | Stadtmauer                         | Teilstück, 14./15. Jahrhundert | D-7-74-135-1            | Stadtmauer     |
| Eisenhausgasse 5 (Standort)            | Stadtmauerteilstück                | mit Rest des ehemaligen Bachturmes, 14./15. Jahrhundert | D-7-74-135-1 Wikidata   | BW             |
| Frauengäßchen 1 (Standort)             | Stadtmauer                         | Teilstück, 14./15. Jahrhundert | D-7-74-135-1            | BW             |
| Frauengäßchen 2 (Standort)             | Stadtmauer                         | Teilstück, 14./15. Jahrhundert | D-7-74-135-1            | BW             |
| Frauengäßchen 3 (Standort)             | Stadtmauer                         | Teilstück, 14./15. Jahrhundert | D-7-74-135-1            | Stadtmauer     |
| Frauengäßchen 4 (Standort)             | Stadtmauer                         | Teilstück, 14./15. Jahrhundert | D-7-74-135-1            | BW             |
| Frauengäßchen 5 (Standort)             | Stadtmauer                         | Teilstück, 14./15. Jahrhundert | D-7-74-135-1            | BW             |
| Frauengäßchen 8 (Standort)             | Stadtmauer                         | freistehender Zug, mit Wehrgang, 14./15. Jahrhundert | D-7-74-135-1 Wikidata   | Stadtmauer     |
| Frauenplatz 1 (Standort)               | Stadtmauer                         | einbezogenes Teilstück, 14./15. Jahrhundert | D-7-74-135-1 Wikidata   | BW             |
| Frauenplatz 2 (Standort)               | Stadtmauer                         | Teilstück, 14./15. Jahrhundert | D-7-74-135-1            | BW             |
| Frauenplatz 3 (Standort)               | Stadtmauer                         | Teilstück, 14./15. Jahrhundert | D-7-74-135-1            | BW             |
| Frauenplatz 4 (Standort)               | Stadtmauer                         | Teilstück, 14./15. Jahrhundert | D-7-74-135-1            | BW             |
| Frauenplatz 8 (Standort)               | Hexenturm                          | Eckturm der Stadtbefestigung, 15. Jahrhundert, Dachteile 17./18. Jahrhundert | D-7-74-135-1 Wikidata   | Hexenturm      |
| Frauenplatz 8 (Standort)               | Stadtmauer                         | Teilstück | D-7-74-135-1 Wikidata   | BW             |
| Marktplatz 6 (Standort)                | Stadtmauer                         | Teilstück | D-7-74-135-1 Wikidata   | BW             |
| Marktplatz 42 (Standort)               | Stadtmauer                         | 14./15. Jahrhundert | D-7-74-135-1            | BW             |
| Marktplatz 43 (Standort)               | Unteres Tor                        | hoher, quadratischer Unterbau mit südöstlich angebautem Treppenturm, Achteckaufsatz und gedrungener Haube mit Laterne, Unterbau spätgotisch, um 1436, Oberteil Ende 16. Jahrhundert | D-7-74-135-103 Wikidata | weitere Bilder |
| Marktplatz 44 (Standort)               | Stadtmauer                         | Teilstück, 14./15. Jahrhundert | D-7-74-135-1            | BW             |
| Münzgasse 17, 19 (Standort)            | Rest eines Rundturms               | 14./15. Jahrhundert | D-7-74-135-1 Wikidata   | BW             |
| Pfluggasse 3 (Standort)                | Stadtmauerteilstück                | 14./15. Jahrhundert | D-7-74-135-1 Wikidata   | BW             |
| Pfluggasse 4 (Standort)                | Stadtmauerteilstück                | 14./15. Jahrhundert | D-7-74-135-1            | BW             |
| Pfluggasse 5 (Standort)                | Stadtmauerteilstück                | 14./15. Jahrhundert | D-7-74-135-1            | BW             |
| Pfluggasse 7 (Standort)                | Stadtmauerteilstück                | 14./15. Jahrhundert | D-7-74-135-1            | BW             |
| Pfluggasse 8 (Standort)                | Stadtmauerteilstück                | 14./15. Jahrhundert | D-7-74-135-1            | BW             |
| Postgasse 8 (Standort)                 | Stadtmauerteilstück                | 14./15. Jahrhundert | D-7-74-135-1            | BW             |
| Postgasse 10 (Standort)                | Stadtmauerteilstück                | 14./15. Jahrhundert | D-7-74-135-1            | BW             |
| Postgasse 14 (Standort)                | Sogenannter Ursula- bzw. Vogelturm | viergeschossiger Eckturm der Stadtbefestigung mit Mansardwalmdach, im Kern 14./15. Jahrhundert, oberer Teil nach 1735                                                               | D-7-74-135-1 Wikidata   | weitere Bilder |
| Rathausgasse 2 (Standort)              | Stadtmauerteilstück                | 14./15. Jahrhundert | D-7-74-135-1            | BW             |
| Schloßplatz 3, 4, 4 1/2 (Standort)     | Stadtmauerteilstück und Eckturm    | 14./15. Jahrhundert | D-7-74-135-1 Wikidata   | BW             |
| Theaterplatz 1 (Standort)              | Stadtmauerteilstück                | 14./15. Jahrhundert | D-7-74-135-1            | BW             |
| Wätteplatz 3 (Standort)                | Stadtmauerteilstück                | 14./15. Jahrhundert | D-7-74-135-1            | BW             |
| Zum Kuhturm 1 (Standort)               | Stadtmauerteilstück                | 14./15. Jahrhundert | D-7-74-135-1            | BW             |
| Zum Kuhturm 3 (Standort)               | Sogenannter Kuhturm                | Torturm der Stadtbefestigung, rechteckiger Unterbau mit oktogonalem Aufbau mit Haubendach und Laterne, bezeichnet mit 1621, auf älterer Grundlage                                   | D-7-74-135-167 Wikidata | weitere Bilder |

## Baudenkmäler nach Ortsteilen

### Günzburg
| Lage                                                                               | Objekt                                                                                               | Beschreibung | Akten-Nr.               | Bild                                                                                                 |
| ---------------------------------------------------------------------------------- | --- | --- | ----------------------- | --- |
| Am Stadtbach ()                                                                    | Kapelle                                                                                              | massiver Satteldachbau mit kleinem Vorbau und gerundeter Apsis, 1842; mit Ausstattung | D-7-74-135-224          | |
| Am Stadtgraben (bei Bürgermeister-Landmann-Platz 11) (Standort)                    | Zwei Torpfeiler zum ehemaligen Schlosspark                                                           | 17./18. Jahrhundert | D-7-74-135-17 Wikidata  | Zwei Torpfeiler zum ehemaligen Schlosspark                                                           |
| Augsburger Straße 1 (Standort)                                                     | Ehemals Handelshaus, jetzt Vermessungsamt                                                            | dreigeschossiger Walmdachbau mit flachem Mittelrisalit, 1815–1817 | D-7-74-135-3 Wikidata   | weitere Bilder                                                                                       |
| Augsburger Straße 8 (Standort)                                                     | Wohnhaus                                                                                             | zweigeschossiger Traufseitbau mit Zwerchgiebel, Anfang 19. Jahrhundert | D-7-74-135-4 Wikidata   | Wohnhaus                                                                                             |
| Augsburger Straße 12 (Standort)                                                    | Wohnhaus                                                                                             | zweigeschossiger, traufständiger Satteldachbau mit Geschossprofil und profiliertem Traufgesims, Ende 18. Jahrhundert | D-7-74-135-7 Wikidata   | weitere Bilder                                                                                       |
| Augsburger Straße 14 (Standort)                                                    | Ehemals Offizierswohnhaus                                                                            | zweigeschossiger Bau mit Mansardwalmdach, von Joseph Dossenberger d. J., um 1780/85 | D-7-74-135-8 Wikidata   | weitere Bilder                                                                                       |
| Augsburger Straße 16 (Standort)                                                    | Ehemals Kommandantur der Österreichischen Kaserne                                                    | zweigeschossiger Bau mit Mansardwalmdach, übergiebeltem Mittelrisalit und Putzgliederung, von Joseph Dossenberger d. J., um 1780/85 | D-7-74-135-9 Wikidata   | weitere Bilder                                                                                       |
| Augsburger Straße 21 (Standort)                                                    | Wohnhaus                                                                                             | zweigeschossiger, traufständiger Satteldachbau mit übergiebeltem Mittelrisalit und spätklassizistischer Putzgliederung, 1878/79, Flügel der Eingangstür um 1800/20 | D-7-74-135-187 Wikidata | Wohnhaus                                                                                             |
| Augsburger Straße 33 (Standort)                                                    | Evangelisch-lutherische Pfarrkirche, Auferstehungskirche                                             | Saalbau mit eingezogenem Chor und östlichem Satteldachturm, neugotische Anlage, nach Plan von Günther Blumentritt und Fritz Koch, 1902/03; mit Ausstattung | D-7-74-135-10 Wikidata  | weitere Bilder                                                                                       |
| Bürgermeister-Landmann-Platz 2 (Standort)                                          | Ehemals Österreichische Kaserne, jetzt Schule                                                        | dreigeschossiger Walmdachbau mit übergiebelten Mittelrisaliten und Putzgliederung mit Eckpilastern, von Joseph Dossenberger, 1780/87 | D-7-74-135-11 Wikidata  | weitere Bilder                                                                                       |
| Bürgermeister-Landmann-Platz 2 1/2 (Standort)                                      | Ehemals Feuerwehrgerätehaus, jetzt Stadtbücherei                                                     | erdgeschossiger Satteldachbau mit Traufprofil, Ende 18. Jahrhundert | D-7-74-135-12 Wikidata  | Ehemals Feuerwehrgerätehaus, jetzt Stadtbücherei                                                     |
| Bürgermeister-Landmann-Platz 4 (Standort)                                          | Wohnhaus                                                                                             | zweigeschossiger, traufständiger Satteldachbau, Ende 18. Jahrhundert, im 19. Jahrhundert verändert | D-7-74-135-13 Wikidata  | Wohnhaus                                                                                             |
| Bürgermeister-Landmann-Platz 6 (Standort)                                          | Wohnhaus                                                                                             | zweigeschossiger, traufständiger Satteldachbau, Ende 18. Jahrhundert, im 19. Jahrhundert verändert | D-7-74-135-14           | Wohnhaus                                                                                             |
| Bürgermeister-Landmann-Platz 8 (Standort)                                          | Wohnhaus                                                                                             | zweigeschossiger Walmdachbau mit Ecklisenen und Geschossprofil, Ende 18. Jahrhundert | D-7-74-135-15 Wikidata  | Wohnhaus                                                                                             |
| Bürgermeister-Landmann-Platz 10 (Standort)                                         | Wohnhaus                                                                                             | zweigeschossiger Walmdachbau mit flachem Mittelrisalit und Zwerchgiebel, Ende 18. Jahrhundert | D-7-74-135-16 Wikidata  | Wohnhaus                                                                                             |
| Bürgermeister-Landmann-Platz 11 (Standort)                                         | Wohnhaus                                                                                             | zweigeschossiger Walmdachbau mit wiederhergestellter Fassadenmalerei, bezeichnet mit 1791 | D-7-74-135-17 Wikidata  | weitere Bilder                                                                                       |
| Dillinger Straße 1 (Standort)                                                      | Ehemals Wohnhaus, dann Privatklinik                                                                  | zweigeschossiger Bau mit flachem Walmdach, befenstertem Kniestock, Mittelrisaliten und polygonalen Erkertürmchen, 1878 | D-7-74-135-188 Wikidata | Ehemals Wohnhaus, dann Privatklinik                                                                  |
| Dillinger Straße 14 (Standort)                                                     | Ehemalige Villa                                                                                      | dreigeschossiger Massivbau über Hochparterre mit Walmdach im Stil des Späthistorismus, an der Nord- und Ostfassade zweiachsige Risalite mit Schweifgiebeln, viergeschossiger Erkerturm mit welscher Haube und Laterne, viergeschossiger Treppenturm mit Walmdach und Fachwerk im Obergeschoss, von Xaver Bayer, 1899                  | D-7-74-135-230          | BW                                                                                                   |
| Dillinger Straße 20 (Standort)                                                     | Nebengebäude des Gasthauses                                                                          | bestehend aus dem sogenannten Sommerhaus, einem barockisierenden, erdgeschossigen Mansarddachbau, im Südwesten und einer nordöstlich anschließenden bogenförmigen Wandelhalle (ehemals Kegelbahn) mit Türmchen, auf hohem Unterbau in Fachwerk errichtet, nach Plänen von Carl Limmer, 1911                                           | D-7-74-135-195 Wikidata | weitere Bilder                                                                                       |
| Dominikus-Zimmermann-Straße 5 (Standort)                                           | Wohnhaus                                                                                             | dreigeschossiger, giebelständiger Satteldachbau mit profilierten Gesimsbändern, 18./19. Jahrhundert, erneuert | D-7-74-135-19 Wikidata  | Wohnhaus                                                                                             |
| Dominikus-Zimmermann-Straße 7 (Standort)                                           | Ehemals Stadtprädikatur, jetzt Wohnhaus                                                              | zweigeschossiger, giebelständiger Eckbau mit Satteldach und profiliertem Traufgesims, Mitte 18. Jahrhundert | D-7-74-135-20 Wikidata  | weitere Bilder                                                                                       |
| Dominikus-Zimmermann-Straße 10 (Standort)                                          | Wohnhaus                                                                                             | zweigeschossiger Satteldachbau mit Giebelgesimsen, Mitte 18. Jahrhundert | D-7-74-135-21 Wikidata  | weitere Bilder                                                                                       |
| Eberlingasse 2 (Standort)                                                          | Wohnhaus                                                                                             | zweigeschossiger, giebelständiger Satteldachbau mit vorkragendem Obergeschoss in verputztem Fachwerk, 18./19. Jahrhundert | D-7-74-135-22 Wikidata  | Wohnhaus                                                                                             |
| Eberlingasse 4 (Standort)                                                          | Wohnhaus                                                                                             | zweigeschossiger, traufständiger Satteldachbau mit vorkragendem Obergeschoss, Fachwerk verputzt, 17./18. Jahrhundert | D-7-74-135-23 Wikidata  | Wohnhaus                                                                                             |
| Eberlingasse 5 (Standort)                                                          | Wohnhaus                                                                                             | dreigeschossiger, giebelständiger Eckbau mit Satteldach und leicht vorkragenden Obergeschossen, Fachwerk verputzt, 17./18. Jahrhundert | D-7-74-135-24 Wikidata  | Wohnhaus                                                                                             |
| Eberlingasse 6 (Standort)                                                          | Wohnhaus                                                                                             | zweigeschossiger, traufständiger Eckbau mit Satteldach und vorkragendem Obergeschoss, verputzter Fachwerkbau, 17./18. Jahrhundert | D-7-74-135-25 Wikidata  | Wohnhaus                                                                                             |
| Eisenhausgasse 4 (Standort)                                                        | Wohnhaus                                                                                             | dreigeschossiger, traufständiger Satteldachbau, zweites Obergeschoss Fachwerk verputzt, 17./18. Jahrhundert | D-7-74-135-29           | Wohnhaus                                                                                             |
| Frauengäßchen 2 (Standort)                                                         | Wohnhaus                                                                                             | dreigeschossiger, traufständiger Satteldachbau mit vorkragendem zweitem Obergeschoss, Fachwerk verputzt, Mitte 18. Jahrhundert | D-7-74-135-32           | Wohnhaus                                                                                             |
| Frauengäßchen 3 (Standort)                                                         | Wohnhaus                                                                                             | Obergeschoss Fachwerk verputzt, Mitte 18. Jahrhundert; Stadtmauerteilstück, 14./15. Jahrhundert | D-7-74-135-33           | Wohnhaus                                                                                             |
| Frauengäßchen 4 (Standort)                                                         | Wohnhaus                                                                                             | dreigeschossiger, traufständiger Satteldachbau mit vorkragenden Obergeschossen, verputzter Fachwerkbau, wohl 18. Jahrhundert | D-7-74-135-34           | Wohnhaus                                                                                             |
| Frauengäßchen 5 (Standort)                                                         | Wohnhaus                                                                                             | dreigeschossiger, traufständiger Satteldachbau mit vorkragendem Obergeschoss, Fachwerk verputzt, Mitte 18. Jahrhundert | D-7-74-135-35           | Wohnhaus                                                                                             |
| Frauengäßchen 7 (Standort)                                                         | Wohnhaus                                                                                             | zweigeschossiger, giebelständiger Satteldachbau, Fachwerk verputzt, Ende 18. Jahrhundert | D-7-74-135-36 Wikidata  | BW                                                                                                   |
| Frauengäßchen 8 (Standort)                                                         | Wohnhaus                                                                                             | zweigeschossiger, traufständiger Satteldachbau, im Kern 18. Jahrhundert | D-7-74-135-37 Wikidata  | Wohnhaus                                                                                             |
| Frauenplatz 1 (Standort)                                                           | Ehemals Franziskanerinnen-Kloster, jetzt Institut der Englischen Fräulein (Maria-Ward-Schwestern)    | dreigeschossige, langgestreckte Trakte mit Walmdächern und östlichem Arkadengang als Verbindung zur Kirche, 1736, Teile der 1674–1677 von Michael Thumb errichteten Anlage einbezogen, im 19./20. Jahrhundert erweitert | D-7-74-135-38 Wikidata  | weitere Bilder                                                                                       |
| Frauenplatz 2 (Standort)                                                           | Frauenkirche                                                                                         | pilastergegliederter Longitudinal- bzw. Zentralbau mit eingezogenem Chor und südlichem Turm mit geschwungener Haube, Turmunterteil um 1380, von Dominikus Zimmermann, 1736–1741; mit Ausstattung | D-7-74-135-39           | weitere Bilder                                                                                       |
| Frauenplatz 3 (Standort)                                                           | Ehemals Feuerwehrstadel, jetzt Wohnhaus                                                              | zweigeschossiger Walmdachbau, um 1740 | D-7-74-135-40           | Ehemals Feuerwehrstadel, jetzt Wohnhaus                                                              |
| Frauenplatz 4 (Standort)                                                           | Wohnhaus                                                                                             | dreigeschossiger Walmdachbau, Mitte 18. Jahrhundert | D-7-74-135-41           | Wohnhaus                                                                                             |
| Frauenplatz 7 (Standort)                                                           | Ehemals Scheune, jetzt Wohnhaus                                                                      | zweigeschossiger, giebelständiger Satteldachbau, Anfang 19. Jahrhundert | D-7-74-135-44 Wikidata  | Ehemals Scheune, jetzt Wohnhaus                                                                      |
| Hockergasse 2, Stadtberg 39 (Standort)                                             | Doppelwohnhaus                                                                                       | zweigeschossiger Walmdachbau mit profiliertem Traufgesims, um 1790 | D-7-74-135-156 Wikidata | Doppelwohnhaus                                                                                       |
| Hofgasse 1 (Standort)                                                              | Wohn- und Geschäftshaus                                                                              | zweigeschossiger, giebelständiger Eckbau mit Satteldach, im Kern spätmittelalterlich, Veränderungen 18./19. Jahrhundert | D-7-74-135-47 Wikidata  | weitere Bilder                                                                                       |
| Hofgasse 3 (Standort)                                                              | Wohnhaus                                                                                             | zweigeschossiger, giebelständiger Satteldachbau mit Schweifgiebel, im Kern Mitte 18. Jahrhundert, später verändert | D-7-74-135-48 Wikidata  | weitere Bilder                                                                                       |
| Hofgasse 5 (Standort)                                                              | Gasthaus                                                                                             | zweigeschossiger, giebelständiger Satteldachbau mit verputztem Fachwerk, im Kern 16./17. Jahrhundert, Veränderungen 19. Jahrhundert/Anfang 20. Jahrhundert | D-7-74-135-49 Wikidata  | weitere Bilder                                                                                       |
| Hofgasse 7 (Standort)                                                              | Ehemals Ackerbürgerhaus, jetzt Wohn- und Geschäftshaus                                               | zweigeschossiger, giebelständiger Satteldachbau mit vorkragendem Obergeschoss, Fachwerk verputzt, 18. Jahrhundert Aufzugsgaube, im Kern Ende 18. Jahrhundert, später verändert | D-7-74-135-50 Wikidata  | Ehemals Ackerbürgerhaus, jetzt Wohn- und Geschäftshaus                                               |
| Hofgasse 8 (Standort)                                                              | Wohn- und Geschäftshaus                                                                              | dreigeschossiger Eckbau mit Walmdach und Aufzugsgaube, im Kern Ende 18. Jahrhundert, später verändert | D-7-74-135-218 Wikidata | BW                                                                                                   |
| Hofgasse 10 (Standort)                                                             | Wohn- und Geschäftshaus                                                                              | zweigeschossiger, traufständiger Eckbau mit Satteldach und verputztem Fachwerkgiebel, im Kern 18. Jahrhundert, später verändert | D-7-74-135-51 Wikidata  | weitere Bilder                                                                                       |
| Hofgasse 13 (Standort)                                                             | Ehemals Handwerkerhaus                                                                               | zweigeschossiger, giebelständiger Eckbau mit Satteldach und verputztem Fachwerkgiebel, im Kern 17./18. Jahrhundert, später verändert | D-7-74-135-52 Wikidata  | Ehemals Handwerkerhaus                                                                               |
| Hofgasse 23 (Standort)                                                             | Wohnhaus                                                                                             | zweigeschossiger, giebelständiger Satteldachbau mit gegliederter Fassade und Vorschussmauer, Anfang 19. Jahrhundert | D-7-74-135-56 Wikidata  | Wohnhaus                                                                                             |
| Hofgasse 24 (Standort)                                                             | Wohnhaus                                                                                             | zweigeschossiger, giebelständiger Satteldachbau mit profiliertem Giebelgesims, Mitte 18. Jahrhundert | D-7-74-135-57 Wikidata  | weitere Bilder                                                                                       |
| Hofgasse 25 (Standort)                                                             | Ehemals Bäckerei, jetzt Gasthaus                                                                     | zweigeschossiger, giebelständiger Satteldachbau mit Putzgliederungen, im Kern 18. Jahrhundert, im späten 19. Jahrhundert verändert | D-7-74-135-58 Wikidata  | Ehemals Bäckerei, jetzt Gasthaus                                                                     |
| Institutstraße 4 (Standort)                                                        | Wohnhaus                                                                                             | zweigeschossiger, giebelständiger Satteldachbau mit geschwungenem Giebel mit geschossgliedernden Profilen, Mitte 18. Jahrhundert | D-7-74-135-62 Wikidata  | weitere Bilder                                                                                       |
| Institutstraße 5 (Standort)                                                        | Wohnhaus                                                                                             | zweigeschossiger, traufständiger Eckbau mit Satteldach und verputztem Fachwerkobergeschoss, Anfang 19. Jahrhundert | D-7-74-135-63 Wikidata  | Wohnhaus                                                                                             |
| Institutstraße 6 (Standort)                                                        | Wohnhaus                                                                                             | zweigeschossiger, giebelständiger Satteldachbau mit verputztem Fachwerkobergeschoss, Figurennische und Giebel mit Zierobelisken, Mitte 19. Jahrhundert | D-7-74-135-64 Wikidata  | weitere Bilder                                                                                       |
| Institutstraße 12 (Standort)                                                       | Wohnhaus                                                                                             | zweigeschossiger, giebelständiger Satteldachbau mit verputztem Fachwerkobergeschoss und modern bemalter Fassade, 18. Jahrhundert | D-7-74-135-66 Wikidata  | weitere Bilder                                                                                       |
| Institutstraße 14, Postgasse 4 a (Standort)                                        | Ehemals Grafeneggsches Benefiziumshaus                                                               | zweigeschossiger, giebelständiger Eckbau mit Satteldach, Volutengiebel mit Giebelgesimsen und Portal mit darüber Hausfigur des Hl. Johann Nepomuk, 2. Viertel 18. Jahrhundert | D-7-74-135-67 Wikidata  | weitere Bilder                                                                                       |
| Jahnstraße 4 a (Standort)                                                          | Sogenannte Jahnhalle, Turn- und Stadthalle                                                           | gestreckter Satteldachbau mit Treppengiebel und Zügen expressionistischer Architektur, von Franz Saumweber, 1928–1929 | D-7-74-135-191 Wikidata | Sogenannte Jahnhalle, Turn- und Stadthalle                                                           |
| Kapuzinergasse 5 (Standort)                                                        | Wohnhaus                                                                                             | dreigeschossiger Eckbau mit Walmdach, Aufzugsgaube und Hausmadonna, Mitte 18. Jahrhundert | D-7-74-135-68 Wikidata  | Wohnhaus                                                                                             |
| Kapuzinergasse 6 (Standort)                                                        | Wohnhaus                                                                                             | zweigeschossiger, giebelständiger Satteldachbau mit vorkragendem Obergeschoss, Fachwerk verputzt, 18. Jahrhundert | D-7-74-135-69 Wikidata  | Wohnhaus                                                                                             |
| Kapuzinergasse 8 (Standort)                                                        | Wohnhaus                                                                                             | zweigeschossiger Giebelbau mit Frackdach und verputztem Fachwerkobergeschoss, 18. Jahrhundert, im Kern älter; auf der Stadtmauer aufsitzend; siehe Stadtbefestigung. | D-7-74-135-71 Wikidata  | Wohnhaus                                                                                             |
| Klingelstraße 7 ()                                                                 | Stadtvilla                                                                                           | erdgeschossiger Winkelbau über hangseitig freistehendem eingezogenem Untergeschoss, mit asymmetrischem Satteldach und gartenseitig eingeschnittenem Terrassenhof, 1959 von Hubert Mauß; mit Einfriedung | D-7-74-135-227          | |
| Marktplatz 5 (Standort)                                                            | Wohnhaus                                                                                             | dreigeschossiger, giebelständiger Satteldachbau mit vorkragendem Obergeschoss und Giebel, im Kern 17. Jahrhundert, Fachwerk 1907 erneuert | D-7-74-135-74 Wikidata  | weitere Bilder                                                                                       |
| Marktplatz 6 (Standort)                                                            | Wohnhaus                                                                                             | dreigeschossiger, giebelständiger Satteldachbau mit vorkragendem Obergeschoss und Giebel in Fachwerk, wohl 17. Jahrhundert, im Kern älter zugehörige Stadtmauer | D-7-74-135-75 Wikidata  | weitere Bilder                                                                                       |
| Marktplatz 7 (Standort)                                                            | Obere Apotheke                                                                                       | dreigeschossiger Bau mit Mansardwalm- bzw. Halbwalmdach, klassizistischer Putzgliederung und Figurennischen seitlich des Eingangs, 1811 | D-7-74-135-76 Wikidata  | weitere Bilder                                                                                       |
| Marktplatz 8 (Standort)                                                            | Ehemaliges Geschäftshaus, sogenanntes Brentanohaus                                                   | dreigeschossiger, pilastergegliederter Bau mit Mansardwalmdach, flachem Mittelrisalit, geschweiftem Zwerchgiebel und reich stuckierter Fassade, 1747 | D-7-74-135-77 Wikidata  | weitere Bilder                                                                                       |
| Marktplatz 9 (Standort)                                                            | Gasthaus Drei Könige                                                                                 | dreigeschossiger Walmdachbau mit Putzgliederung, 1793, Fassade 19. Jahrhundert | D-7-74-135-78 Wikidata  | weitere Bilder                                                                                       |
| Marktplatz 11 (Standort)                                                           | Ehemals Gasthaus, jetzt Wohn- und Geschäftshaus                                                      | dreigeschossiger, giebelständiger Eckbau mit vorkragenden Obergeschossen, stattlicher Fachwerkgiebelbau, 18. Jahrhundert | D-7-74-135-79 Wikidata  | weitere Bilder                                                                                       |
| Marktplatz 13 (Standort)                                                           | Wohnhaus                                                                                             | dreigeschossiger Walmdachbau mit Eckquaderung der Fassade, nach Plan von Johann Bayer, 1832 | D-7-74-135-80 Wikidata  | weitere Bilder                                                                                       |
| Marktplatz 14 (Standort)                                                           | Wohnhaus                                                                                             | dreigeschossiger Eckbau mit Walmdach, Ende 18. Jahrhundert | D-7-74-135-81 Wikidata  | weitere Bilder                                                                                       |
| Marktplatz 15 (Standort)                                                           | Ehemals Gasthaus Hecht                                                                               | dreigeschossiger Walmdachbau mit profiliertem Traufgesims, 17./18. Jahrhundert, Fassade und Dach 19. Jahrhundert | D-7-74-135-82 Wikidata  | weitere Bilder                                                                                       |
| Marktplatz 16 (Standort)                                                           | Ehemals Cafehaus                                                                                     | dreigeschossiger Walmdachbau mit profiliertem Traufgesims, Krangaube und Putzgliederung, im Kern um 1800. barockem Schweifgiebel und polygonalem Erkertürmchen, 17. Jahrhundert | D-7-74-135-83 Wikidata  | weitere Bilder                                                                                       |
| Marktplatz 17 (Standort)                                                           | Wohnhaus                                                                                             | dreigeschossiger, giebelständiger Satteldachbau mit barockem Schweifgiebel und polygonalem Erkertürmchen, 17. Jahrhundert | D-7-74-135-84 Wikidata  | BW                                                                                                   |
| Marktplatz 18 (Standort)                                                           | Hotel Hirsch                                                                                         | dreigeschossiger, giebelständiger Satteldachbau mit Schweifgiebel und klassizistischem Ausleger, nach 1735, Veränderungen im 19. Jahrhundert | D-7-74-135-85 Wikidata  | weitere Bilder                                                                                       |
| Marktplatz 21 (Standort)                                                           | Ehemals Handwerkerhaus                                                                               | dreigeschossiger, giebelständiger Satteldachbau mit vorkragendem Obergeschoss, Fachwerk 15./16. Jahrhundert, später verputzt | D-7-74-135-86 Wikidata  | weitere Bilder                                                                                       |
| Marktplatz 22 (Standort)                                                           | Ehemals Gasthaus und Brauerei Goldene Traube                                                         | dreigeschossiger Walmdachbau, im Kern wohl 18. Jahrhundert, Mitte 19. Jahrhundert | D-7-74-135-87 Wikidata  | weitere Bilder                                                                                       |
| Marktplatz 23 (Standort)                                                           | Wohnhaus                                                                                             | dreigeschossiger giebelständiger Satteldachbau mit Schweifgiebel und profiliertem, umlaufendem Traufgesims, im Kern um 1800 | D-7-74-135-88 Wikidata  | weitere Bilder                                                                                       |
| Marktplatz 24 (Standort)                                                           | Ehemals Gasthof und Weinwirtschaft zur Krone                                                         | dreigeschossiger Walmdachbau mit Mezzaningeschoss und klassizistischer Fassadengliederung, 1781 | D-7-74-135-89 Wikidata  | weitere Bilder                                                                                       |
| Marktplatz 25 (Standort)                                                           | Brauereigasthof zur Münz                                                                             | ursprünglich zwei Häuser, dreigeschossiger, giebelständiger Satteldachbau mit Doppelgiebel, Putzgliederung und östlich anschließendem Mauerbogen, im Kern 1794 | D-7-74-135-90 Wikidata  | weitere Bilder                                                                                       |
| Marktplatz 26 (Standort)                                                           | Ehemals Gasthaus und Posthalterei                                                                    | dreigeschossiger, giebelständiger Satteldachbau mit klassizistischem Vorschußgiebel, im Kern um 1735 (dendro.dat.), im frühen 19. Jahrhundert umgestaltet | D-7-74-135-91 Wikidata  | weitere Bilder                                                                                       |
| Marktplatz 27, 29 (Standort)                                                       | Ehemals Gasthaus und Metzgerei                                                                       | dreigeschossiges, giebelständiges Doppelwohnhaus mit Satteldach und Putzgliederung, 1802 | D-7-74-135-92 Wikidata  | BW                                                                                                   |
| Marktplatz 28 (Standort)                                                           | Ehemals Gasthaus und Bäckerei                                                                        | zweigeschossiger, giebelständiger Satteldachbau mit geschweiftem Vorschußgiebel, im Kern wohl Ende 18. Jahrhundert Satteldachbau mit geschweiftem Vorschußgiebel und klassizistischer Stuckgliederung, Anfang 19. Jahrhundert | D-7-74-135-93 Wikidata  | weitere Bilder                                                                                       |
| Marktplatz 30 (Standort)                                                           | Ehemals Untere Apotheke                                                                              | dreigeschossiger, giebelständiger Satteldachbau mit geschweiftem Vorschussgiebel und klassizistischer Stuckgliederung, Anfang 19. Jahrhundert | D-7-74-135-94 Wikidata  | weitere Bilder                                                                                       |
| Marktplatz 32 (Standort)                                                           | Ehemals Gasthaus und Posthalterei                                                                    | dreigeschossiger, giebelständiger Satteldachbau mit Flacherker und Schweifgiebel, Ende 18. Jahrhundert | D-7-74-135-95 Wikidata  | weitere Bilder                                                                                       |
| Marktplatz 35 (Standort)                                                           | Wohnhaus                                                                                             | dreigeschossiger Walmdachbau, im Kern wohl Ende 18. /Anfang 19. Jahrhundert | D-7-74-135-96 Wikidata  | weitere Bilder                                                                                       |
| Marktplatz 36 (Standort)                                                           | Ehemals Gasthaus                                                                                     | dreigeschossiger, giebelständiger Satteldachbau mit vorkragenden Fachwerkobergeschossen, im Kern 17./18. Jahrhundert | D-7-74-135-97 Wikidata  | weitere Bilder                                                                                       |
| Marktplatz 39 (Standort)                                                           | Ehemals Handwerkerhaus                                                                               | dreigeschossiger Walmdachbau mit Eckpilastern und Aufzugsgaube, 18. Jahrhundert | D-7-74-135-99 Wikidata  | weitere Bilder                                                                                       |
| Marktplatz 40 (Standort)                                                           | Brauereigasthof zum Rad                                                                              | zweigeschossiger, giebelständiger Satteldachbau mit geschweiftem Vorschußgiebel und Wirtshausschild, Ende 18. Jahrhundert | D-7-74-135-100 Wikidata | weitere Bilder                                                                                       |
| Marktplatz 41 (Standort)                                                           | Wohnhaus                                                                                             | dreigeschossiger, giebelständiger Satteldachbau mit neubarockem Schweifgiebel, im Kern Ende 18. Jahrhundert | D-7-74-135-101 Wikidata | weitere Bilder                                                                                       |
| Marktplatz 42 (Standort)                                                           | Ehemals Gasthaus                                                                                     | zweigeschossiger, giebelständiger Satteldachbau mit klassizistischer Putzgliederung, im Kern 2. Hälfte 18. Jahrhundert | D-7-74-135-102          | weitere Bilder                                                                                       |
| Münzgasse 1 (Standort)                                                             | Wohnhaus                                                                                             | zweigeschossiger Traufseitbau mit Frackdach und von Pilastern flankierter Türe mit Dreiecksgiebel; auf der Stadtmauer aufsitzend; siehe Stadtbefestigung | D-7-74-135-105 Wikidata | Wohnhaus                                                                                             |
| Münzgasse 3 (Standort)                                                             | Wohnhaus                                                                                             | dreigeschossiger, traufständiger Satteldachbau mit vorkragenden Obergeschossen, Fachwerk verputzt, im Kern wohl 1. Hälfte 18. Jahrhundert; an die Stadtmauer angebaut; siehe Stadtbefestigung | D-7-74-135-106 Wikidata | Wohnhaus                                                                                             |
| Münzgasse 5 (Standort)                                                             | Wohnhaus                                                                                             | zweigeschossiger, traufständiger Satteldachbau mit vorkragendem Obergeschoss, Fachwerk verputzt, 17./18. Jahrhundert, im Kern älter; an die Stadtmauer angebaut; siehe Stadtbefestigung | D-7-74-135-107 Wikidata | Wohnhaus                                                                                             |
| Münzgasse 6 (Standort)                                                             | Wohnhaus                                                                                             | dreigeschossiger, traufständiger Satteldachbau mit vorkragendem Obergeschoss, Fachwerk verputzt, 17./18. Jahrhundert, zweites Obergeschoss nach Mitte 19. Jahrhundert | D-7-74-135-108 Wikidata | Wohnhaus                                                                                             |
| Münzgasse 7 (Standort)                                                             | Wohnhaus                                                                                             | zweigeschossiger, traufständiger Satteldachbau mit leicht vorkragendem Obergeschoss, Fachwerk verputzt, 17./18. Jahrhundert; an die Stadtmauer angebaut; siehe Stadtbefestigung | D-7-74-135-109 Wikidata | Wohnhaus                                                                                             |
| Münzgasse 8 (Standort)                                                             | Wohnhaus                                                                                             | zweigeschossiger, giebelständiger Satteldachbau mit leicht vorkragendem Obergeschoss, Fachwerk verputzt, im Kern 17./18. Jahrhundert | D-7-74-135-110 Wikidata | Wohnhaus                                                                                             |
| Münzgasse 9 (Standort)                                                             | Wohnhaus                                                                                             | zweigeschossiger, giebelständiger Satteldachbau mit leicht vorkragendem Obergeschoss, Fachwerk verputzt, 17./18. Jahrhundert; an die Stadtmauer angebaut; siehe Stadtbefestigung | D-7-74-135-111 Wikidata | Wohnhaus                                                                                             |
| Münzgasse 10; Münzgasse 12 (Standort)                                              | Doppelwohnhaus                                                                                       | zweigeschossiger, giebelständiger Satteldachbau mit vorkragendem Obergeschoss, Fachwerk verputzt, wohl 18. Jahrhundert | D-7-74-135-112 Wikidata | Doppelwohnhaus                                                                                       |
| Münzgasse 11 (Standort)                                                            | Wohnhaus                                                                                             | zweigeschossiger Traufseitbau mit Satteldach und vorkragendem Fachwerkobergeschoss, im Kern 17. Jahrhundert; an die Stadtmauer angebaut; siehe Stadtbefestigung | D-7-74-135-113 Wikidata | Wohnhaus                                                                                             |
| Münzgasse 13 (Standort)                                                            | Wohnhaus                                                                                             | zweigeschossiger, traufständiger Satteldachbau mit vorkragendem Obergeschoss, Fachwerk verputzt, im Kern 17. Jahrhundert; an die Stadtmauer angebaut; siehe Stadtbefestigung | D-7-74-135-114 Wikidata | Wohnhaus                                                                                             |
| Münzgasse 17, 19 (Standort)                                                        | Doppelwohnhaus                                                                                       | zweigeschossiger, giebelständiger Satteldachbau mit leicht vorkragendem Obergeschoss, Fachwerk verputzt, 17./18. Jahrhundert; an die Stadtmauer angebaut; siehe Stadtbefestigung | D-7-74-135-116 Wikidata | Doppelwohnhaus                                                                                       |
| Pfarrhofplatz 11 (Standort)                                                        | Katholische Stadtpfarrkirche St. Martin                                                              | spätgotischer Chor, 14. Jahrhundert, Turmunterteile romanisch, Langhaus 1963/64; mit Ausstattung | D-7-74-135-117 Wikidata | weitere Bilder                                                                                       |
| Pfluggasse 1 (Standort)                                                            | Wohnhaus                                                                                             | dreigeschossiger, traufständiger Satteldachbau mit vorkragenden Obergeschossen, verputzter Fachwerkbau, 17./18. Jahrhundert; an die Stadtmauer angebaut; siehe Stadtbefestigung | D-7-74-135-118 Wikidata | Wohnhaus                                                                                             |
| Pfluggasse 2 (Standort)                                                            | Wohnhaus                                                                                             | dreigeschossiger, traufständiger Satteldachbau mit Geschossprofil, 18. Jahrhundert; an die Stadtmauer angebaut; siehe Stadtbefestigung | D-7-74-135-119 Wikidata | Wohnhaus                                                                                             |
| Pfluggasse 9 (Standort)                                                            | Ehemals Pulverturm, später Eisenhaus                                                                 | viergeschossiger Walmdachbau, über ehemals Turm der Stadtbefestigung, 14.–18. Jahrhundert; Tor der ehemals Kaserne, um 1780; westlich anschließend; siehe auch Stadtbefestigung. | D-7-74-135-126 Wikidata | Ehemals Pulverturm, später Eisenhaus                                                                 |
| Postgasse 10 (Standort)                                                            | Wohnhaus                                                                                             | dreigeschossiger, traufständiger Satteldachbau mit vorkragendem Obergeschoss, Fachwerk verputzt, nach 1735 | D-7-74-135-129 Wikidata | weitere Bilder                                                                                       |
| Ramschwagstraße 3 (Standort)                                                       | Ehemals Cafe Mendle                                                                                  | zweigeschossiger Bau mit geschwungener Fassade und gekrümmtem Dach, nach Plänen von Albert Konrad, 1958 errichtet, 1978 verändert | D-7-74-135-194 Wikidata | Ehemals Cafe Mendle                                                                                  |
| Rathausgasse 2 (Standort)                                                          | Ehemals Piaristenkloster, jetzt Schule und Museum                                                    | dreigeschossige Anlage mit Mansardwalmdach, Putzgliederung, Stuckdekoration in den Erdgeschoss-Räumen und am Portal, von Joseph Dossenberger, 1755–1757; mit Stadtmauerteilstück, 14./15. Jahrhundert; siehe Stadtbefestigung. | D-7-74-135-132          | weitere Bilder                                                                                       |
| Reisensburger Straße (Standort)                                                    | Landschaftspark im englischen Stil                                                                   | 1810 ff geplant und unter Einbeziehung des Bleichbergs mit umfangreichem Wegenetz angelegt, 1863/64 erweitert; zwischen Dillinger Straße, Straße und Löwenbrunnenweg (südlich) | D-7-74-135-196 Wikidata | BW                                                                                                   |
| Reisensburger Straße (Standort)                                                    | sogenannter Bleich- oder Löwenbrunnen                                                                | quadratischer Pfeiler über Sockel mit Löwenfigur, Tuffstein, 1835, später teilweise erneuert | D-7-74-135-196 Wikidata | BW                                                                                                   |
| Reisensburger Straße 1 (Standort)                                                  | Ehemalige Kellergaststätte „Blaue Ente“                                                              | zweigeschossiger giebelständiger Satteldachbau mit pilastergerahmter Eingangstüre, im Kern 1. Viertel 19. Jahrhundert, um 1925 umgebaut; rückwärtiger Stadel, Massivbau mit Walmdach, über den zugehörigen Lagerkellern, um 1800 | D-7-74-135-231          | BW                                                                                                   |
| Reisensburger Straße 10 bis 20; 38, 40; Ludwig-Heilmeyer-Straße 2 und 6 (Standort) | Ehemals Nervenkrankenhaus Günzburg                                                                   | jetzt Teil der Walmdachbauten in zurückhaltendem Neubarock mit Jugendstilelementen, nach Plänen von Ullmann, 1910–1915; mit Ausstattung | D-7-74-135-193 Wikidata | BW                                                                                                   |
| Reisensburger Straße 10 bis 20; 38, 40; Ludwig-Heilmeyer-Straße 2 und 6 (Standort) | Ehemals Nervenkrankenhaus Günzburg, Direktionsgebäude                                                | zweigeschossiger, winkelförmiger Bau mit Eckerker und Volutengiebel | D-7-74-135-193 Wikidata | BW                                                                                                   |
| Reisensburger Straße 10 bis 20; 38, 40; Ludwig-Heilmeyer-Straße 2 und 6 (Standort) | Ehemals Nervenkrankenhaus Günzburg, katholische Kirche Sieben Schmerzen Mariä, ehemals Sankt Andreas | Saalbau mit eingezogenem Chor und Dachreiter mit laternenartigem Aufsatz mit Haube, von Widerspick, 1914–1917 | D-7-74-135-193 Wikidata | Ehemals Nervenkrankenhaus Günzburg, katholische Kirche Sieben Schmerzen Mariä, ehemals Sankt Andreas |
| Reisensburger Straße 10 bis 20; 38, 40; Ludwig-Heilmeyer-Straße 2 und 6 (Standort) | Ehemals Nervenkrankenhaus Günzburg, Evangelische Kirche zum Guten Hirten                             | Saalbau mit eingezogenem Chor und Dachreiter | D-7-74-135-193 Wikidata | Ehemals Nervenkrankenhaus Günzburg, Evangelische Kirche zum Guten Hirten                             |
| Reisensburger Straße 10 bis 20; 38, 40; Ludwig-Heilmeyer-Straße 2 und 6 (Standort) | Ehemals Nervenkrankenhaus Günzburg, Festsaal                                                         | eingeschossiger Walmdachbau mit offener Vorhalle und seitlichen Anbauten mit Volutengiebeln | D-7-74-135-193 Wikidata | BW                                                                                                   |
| Reisensburger Straße 10 bis 20; 38, 40; Ludwig-Heilmeyer-Straße 2 und 6 (Standort) | Ehemals Nervenkrankenhaus Günzburg, Pavillon                                                         | kleiner Rechteckbau mit Zeltdach und anschließender Mauer; im Südosten mit Direktionsgebäude und evangelischer Kirche verbunden | D-7-74-135-193 Wikidata | BW                                                                                                   |
| Reisensburger Straße 10 bis 20; 38, 40; Ludwig-Heilmeyer-Straße 2 und 6 (Standort) | Ehemals Nervenkrankenhaus Günzburg, Alte Pforte                                                      | zweigeschossiger Bau mit Mansardwalmdach und halbrundem Anbau | D-7-74-135-193 Wikidata | BW                                                                                                   |
| Reisensburger Straße 10 bis 20; 38, 40; Ludwig-Heilmeyer-Straße 2 und 6 (Standort) | Ehemals Nervenkrankenhaus Günzburg, ehemaliges Direktorenwohnhaus                                    | zweigeschossiger Walmdachbau | D-7-74-135-193 Wikidata | BW                                                                                                   |
| Reisensburger Straße 10 bis 20; 38, 40; Ludwig-Heilmeyer-Straße 2 und 6 (Standort) | Ehemals Nervenkrankenhaus Günzburg, Einfriedung mit Pavillon                                         | beim Direktorenwohnhaus | D-7-74-135-193 Wikidata | BW                                                                                                   |
| Reisensburger Straße 10 bis 20; 38, 40; Ludwig-Heilmeyer-Straße 2 und 6 (Standort) | Ehemals Nervenkrankenhaus Günzburg, Wohnhäuser                                                       | Satteldachbauten | D-7-74-135-193 Wikidata | BW                                                                                                   |
| Reisensburger Straße 10 bis 20; 38, 40; Ludwig-Heilmeyer-Straße 2 und 6 (Standort) | Ehemals Nervenkrankenhaus Günzburg, ehemalige Wasch- und Kochküche sowie Bäckerei                    | zweigeschossige Bauten mit polygonalem Eckerker an Nordwestecke und Walm- bzw. Mansardwalmdach | D-7-74-135-193 Wikidata | BW                                                                                                   |
| Reisensburger Straße 10 bis 20; 38, 40; Ludwig-Heilmeyer-Straße 2 und 6 (Standort) | Ehemals Nervenkrankenhaus Günzburg, ehemaliges Maschinen- und Kesselhaus                             | eingeschossiger Bau mit Halbwalmdach | D-7-74-135-193 Wikidata | BW                                                                                                   |
| Reisensburger Straße 10 bis 20; 38, 40; Ludwig-Heilmeyer-Straße 2 und 6 (Standort) | Ehemals Nervenkrankenhaus Günzburg, ehemaliges Gärtnerwohnhaus                                       | erdgeschossiger Bau mit Mansardwalmdach | D-7-74-135-193 Wikidata | BW                                                                                                   |
| Reisensburger Straße 10 bis 20; 38, 40; Ludwig-Heilmeyer-Straße 2 und 6 (Standort) | Ehemals Nervenkrankenhaus Günzburg, ehemaliger Gutshof                                               | ein- bzw. zweigeschossiger Satteldachbau, nach Osten abgewalmt | D-7-74-135-193 Wikidata | BW                                                                                                   |
| Reisensburger Straße 10 bis 20; 38, 40; Ludwig-Heilmeyer-Straße 2 und 6 (Standort) | Ehemals Nervenkrankenhaus Günzburg, Ökonomiegebäude                                                  | langgestreckter Satteldachbau, Wohnteil mit Fachwerk am Obergeschoss | D-7-74-135-193 Wikidata | BW                                                                                                   |
| Reisensburger Straße 10 bis 20; 38, 40; Ludwig-Heilmeyer-Straße 2 und 6 (Standort) | Ehemals Nervenkrankenhaus Günzburg, Krankenbau                                                       | zweigeschossiger Walmdachbau mit Zwerchhaus mit Volutengiebel und Segmentbogenabschluss | D-7-74-135-193 Wikidata | BW                                                                                                   |
| Reisensburger Straße 10 bis 20; 38, 40; Ludwig-Heilmeyer-Straße 2 und 6 (Standort) | Ehemals Nervenkrankenhaus Günzburg, Krankenbau                                                       | zweigeschossiger, langgestreckter Walmdachbau mit Eckrisaliten und Zwerchgiebeln, teils mit Voluten | D-7-74-135-193 Wikidata | BW                                                                                                   |
| Reisensburger Straße 10 bis 20; 38, 40; Ludwig-Heilmeyer-Straße 2 und 6 (Standort) | Ehemals Nervenkrankenhaus Günzburg. Krankenbau                                                       | zweigeschossiger, winkelförmiger Walmdachbau | D-7-74-135-193 Wikidata | BW                                                                                                   |
| Reisensburger Straße 10 bis 20; 38, 40; Ludwig-Heilmeyer-Straße 2 und 6 (Standort) | Ehemals Nervenkrankenhaus Günzburg. Krankenbau                                                       | zweigeschossiger Walmdachbau mit seitlichen Anbauten und Zwerchhaus mit Schweifgiebel | D-7-74-135-193 Wikidata | BW                                                                                                   |
| Reisensburger Straße 10 bis 20; 38, 40; Ludwig-Heilmeyer-Straße 2 und 6 (Standort) | Ehemals Nervenkrankenhaus Günzburg, Krankenbau                                                       | zweigeschossiger, winkelförmiger Walmdachbau mit Zwerchgiebeln | D-7-74-135-193 Wikidata | BW                                                                                                   |
| Reisensburger Straße 10 bis 20; 38, 40; Ludwig-Heilmeyer-Straße 2 und 6 (Standort) | Ehemals Nervenkrankenhaus Günzburg, Krankenbau                                                       | zweigeschossiger, langgestreckter Walmdachbau mit Eckrisaliten und Zwerchgiebeln, teils mit Voluten | D-7-74-135-193 Wikidata | BW                                                                                                   |
| Reisensburger Straße 10 bis 20; 38, 40; Ludwig-Heilmeyer-Straße 2 und 6 (Standort) | Ehemals Nervenkrankenhaus Günzburg, Pieta                                                            | um 1720/30; in der Euthanasiekapelle | D-7-74-135-193 Wikidata | BW                                                                                                   |
| Schloßplatz 1 (Standort)                                                           | Ehemals vorderösterreichische Münze, jetzt Rathaus                                                   | dreigeschossiger, langgestreckter, an den Südflügel des Schlosses angefügter Trakt mit Walmdach, von Joseph Dossenberger, 1763–1767, südlicher, viergeschossiger Teil nach 1945; mit Ausstattung | D-7-74-135-142 Wikidata | weitere Bilder                                                                                       |
| Schloßplatz 3, 4, 4 1/2 (Standort)                                                 | Ehemals Schloss, jetzt Behördensitz                                                                  | rechteckig um den Platz geordnete viergeschossige Flügelbauten mit Mansard- und Walmdächern, im Kern um 1452, als Residenz der Markgrafschaft Burgau von Alberto Lucchese 1577–1586 umgestaltet und erneuert, Umbau nach Brand 1703 durch Valerian Brenner und 1769/70 durch Joseph Dossenberger d. J., 1945 erhebliche Kriegsschäden | D-7-74-135-143 Wikidata | Ehemals Schloss, jetzt Behördensitz                                                                  |
| Schloßplatz 5 (Standort)                                                           | Katholische Hofkirche SS. Trinitatis                                                                 | Saalbau mit eingezogenem Chor und südlichen Doppeltürmen mit Zwiebelhaube, von Alberto Lucchese, 1579/80, Anbau der Calasantius-Kapelle 1755 von Joseph Dossenberger; mit Ausstattung | D-7-74-135-144 Wikidata | weitere Bilder                                                                                       |
| Schloßplatz 6 (Standort)                                                           | Ehemaliges Salzamt, jetzt staatliches Dienstgebäude                                                  | dreigeschossiger klassizistischer Walmdachbau mit rustiziertem Erdgeschoss und kleinteiliger geometrischer Putzgliederung in den Obergeschossen, 1796 errichtet, Fassadengliederung wohl Anfang 20. Jahrhundert, Inneres 1985 stark überformt                                                                                         | D-7-74-135-234          | BW                                                                                                   |
| Siemensstraße 2 (Standort)                                                         | Ehemals Lagerhaus der BayWa AG                                                                       | dreigeschossiger Bau mit Halbwalmdach und Fachwerkobergeschoss, im Inneren Holzkonstruktion, 1915–1916 | D-7-74-135-189 Wikidata | BW                                                                                                   |
| Stadtberg 2 (Standort)                                                             | Ehemals Untere Torwache bzw. Unteres Zollhaus                                                        | erdgeschossiger Bau mit offener, säulengestützter Vorhalle und Halbwalmdach, 18. Jahrhundert | D-7-74-135-148 Wikidata | Ehemals Untere Torwache bzw. Unteres Zollhaus                                                        |
| Stadtberg 13 (Standort)                                                            | Katholische Spitalkirche Hl. Geist                                                                   | Saalbau mit leicht eingezogenem Chor und Dachreiter mit Spitzhelm, um 1470, um 1720 barockisiert, Dachreiter 1861 erneuert; mit Ausstattung | D-7-74-135-150 Wikidata | weitere Bilder                                                                                       |
| Stadtberg 29 (Standort)                                                            | Ehemals Landzollhaus                                                                                 | zweigeschossiger Walmdachbau mit zurückversetztem Eingang hinter mehrfach geschwungenem Bogen, wohl von Joseph Dossenberger, um 1759 | D-7-74-135-154 Wikidata | weitere Bilder                                                                                       |
| Stadtberg 31, 33 (Standort)                                                        | Doppelwohnhaus                                                                                       | zweigeschossiger, giebelständiger Satteldachbau mit vorkragendem Obergeschoss und Giebel, Fachwerk verputzt, 17./18. Jahrhundert | D-7-74-135-155 Wikidata | Doppelwohnhaus                                                                                       |
| Ulmer Straße 26 (Standort)                                                         | Römisches Gussmauerfundament                                                                         | wohl 380 n. Chr. | D-7-74-135-157 Wikidata | BW                                                                                                   |
| Ulmer Straße 28 (Standort)                                                         | Römisches Gussmauerfundament                                                                         | wohl 380 n. Chr. | D-7-74-135-158          | BW                                                                                                   |
| Ulmer Straße 62 (Standort)                                                         | Friedhofskapelle                                                                                     | Saalbau mit dreiseitigem Schluss, Seitenflügeln und Dachreiter mit Spitzhelm, neugotisch, von Eduard Rüber, 1836 | D-7-74-135-160 Wikidata | weitere Bilder                                                                                       |
| Wätteplatz 3 (Standort)                                                            | Wohnhaus mit Mansarddach                                                                             | zweigeschossiger Bau mit Mansardwalmdach, Mitte 18. Jahrhundert; mit Stadtmauerteilstück, 14./15. Jahrhundert; siehe Stadtbefestigung | D-7-74-135-161          | Wohnhaus mit Mansarddach                                                                             |
| Wätteplatz 5 (Standort)                                                            | Wohnhaus                                                                                             | dreigeschossiger, traufständiger Satteldachbau mit vorkragenden Obergeschossen, Fachwerk verputzt, Anfang 18. Jahrhundert | D-7-74-135-162 Wikidata | Wohnhaus                                                                                             |
| Webergasse 4 (Standort)                                                            | Ackerbürgerhaus                                                                                      | zweigeschossiger, giebelständiger Satteldachbau mit seitlichem Anbau, Figurennische und vorkragendem Giebel, Fachwerk verputzt, 18. Jahrhundert, 1906 verändert | D-7-74-135-135 Wikidata | weitere Bilder                                                                                       |
| Webergasse 11 (Standort)                                                           | Handwerkerhaus                                                                                       | zweigeschossiger, giebelständiger Satteldachbau mit Ecklisenen, profiliertem Traufgesims und Ortgang, Nordgiebel Fachwerk verputzt, Anfang 19. Jahrhundert, im Kern älter | D-7-74-135-137 Wikidata | weitere Bilder                                                                                       |
| Webergasse 20 (Standort)                                                           | Wohnhaus                                                                                             | erdgeschossiger Bau mit Mansardwalmdach, Ende 18. Jahrhundert | D-7-74-135-138 Wikidata | weitere Bilder                                                                                       |
| Webergasse 22 (Standort)                                                           | Wohnhaus                                                                                             | zweigeschossiger Walmdachbau, 2. Hälfte 18. Jahrhundert | D-7-74-135-139 Wikidata | weitere Bilder                                                                                       |
| Webergasse 29 (Standort)                                                           | Wohnhaus                                                                                             | zweigeschossiger Bau mit Mansardwalmdach, Putzgliederung und südöstlichem, oktogonalem Dacherker mit Haubendach, neubarock, um 1910 | D-7-74-135-141 Wikidata | weitere Bilder                                                                                       |
| Unterm Schopfelerberg (Standort)                                                   | Nassauer Denkmal                                                                                     | in Form eines Obelisken, Sandstein, 1867 | D-7-74-135-192 Wikidata | Nassauer Denkmal                                                                                     |
| Zum Kuhturm 2 (Standort)                                                           | Wohnhaus                                                                                             | dreigeschossiger, traufständiger Satteldachbau mit vorkragenden Obergeschossen, Fachwerk verputzt, 18. Jahrhundert | D-7-74-135-166 Wikidata | Wohnhaus                                                                                             |
| Zum Kuhturm 6 (Standort)                                                           | Wohnhaus                                                                                             | zweigeschossiger, giebelständiger Satteldachbau mit vorkragendem Giebel, verputzter Fachwerkbau, im Kern wohl nach 1735 | D-7-74-135-168 Wikidata | Wohnhaus                                                                                             |

### Deffingen
| Lage                      | Objekt                             | Beschreibung | Akten-Nr.               | Bild |
| ------------------------- | ---------------------------------- | --- | ----------------------- | ---- |
| Hauptstraße 30 (Standort) | Katholische Pfarrkirche St. Ulrich | Saalbau mit eingezogenem Chor und nördlichem Turm mit Zeltdach, im Kern 1. Hälfte 15. Jahrhundert, Umgestaltung 18. Jahrhundert und 1846/47; mit Ausstattung | D-7-74-135-169 Wikidata | BW   |
| an der B 16 (Standort)    | Bildstock                          | 18. Jahrhundert | D-7-74-135-225          | BW   |

### Denzingen
| Lage                             | Objekt                            | Beschreibung | Akten-Nr.               | Bild       |
| -------------------------------- | --------------------------------- | --- | ----------------------- | ---------- |
| Ichenhauser Straße 54 (Standort) | Katholische Filialkirche St. Anna | Saalbau mit dreiseitigem Schluss und östlichem Dachreiter mit Zwiebelhaube, Chor im Kern spätmittelalterlich, 17./18. Jahrhundert, Dachreiter wohl Mitte 18. Jahrhundert, Erweiterung Mitte 19. Jahrhundert; mit Ausstattung | D-7-74-135-171 Wikidata | BW         |
| Mühlweg (Standort)               | Sühnekreuz                        | Sandstein, mittelalterlich | D-7-74-135-173 Wikidata | Sühnekreuz |

### Leinheim
| Lage                       | Objekt                              | Beschreibung                                                                                        | Akten-Nr.               | Bild                                |
| -------------------------- | ----------------------------------- | --------------------------------------------------------------------------------------------------- | ----------------------- | ----------------------------------- |
| Am Zehenthof 31 (Standort) | Katholische Pfarrkirche St. Blasius | Saalbau mit eingezogenem Chor und nördlichem Turm mit geschwungener Haube, 1713/14; mit Ausstattung | D-7-74-135-174 Wikidata | Katholische Pfarrkirche St. Blasius |

### Nornheim
| Lage                                               | Objekt                              | Beschreibung | Akten-Nr.               | Bild                                |
| -------------------------------------------------- | ----------------------------------- | --- | ----------------------- | ----------------------------------- |
| An der Ochsenstraße, westlich des Ortes (Standort) | Feldkapelle                         | Rechteckbau mit halbrundem Schluss und umlaufendem, profiliertem Traufgesims, 18. Jahrhundert                                    | D-7-74-135-177 Wikidata | BW                                  |
| Hermann-Hesse-Straße 2 (Standort)                  | Katholische Filialkirche St. Erhard | Saalbau mit eingezogenem Chor und Dachreiter mit Zwiebelhaube, Chor im Kern 12./13. Jahrhundert, 1631 ausgebaut; mit Ausstattung | D-7-74-135-175 Wikidata | Katholische Filialkirche St. Erhard |
| Sankt-Erhard-Straße 8 (Standort)                   | Ehemaliges Gasthaus Adler           | zweigeschossiger Walmdachbau mit Ausleger, 18. Jahrhundert                                                                       | D-7-74-135-176 Wikidata | BW                                  |

### Reisensburg
| Lage                                                          | Objekt                                               | Beschreibung | Akten-Nr.               | Bild                            |
| ------------------------------------------------------------- | ---------------------------------------------------- | --- | ----------------------- | ------------------------------- |
| Am Altwasser (Standort)                                       | Grenzstein                                           | Pfalz-Neuburg/Reichsstadt Ulm, 1596 | D-7-74-135-198 Wikidata | BW                              |
| Am Kreuzberg (Standort)                                       | Kalvarienberg, Kreuzbergkapelle                      | Kreuzbergkapelle, XII. Station des Kreuzwegs, Saalbau mit eingezogenem Chor, Ecklisenen und Dachreiter, 1828, erweitert 1865/66; mit Ausstattung 12 Stationshäuschen, vor 1712 als Erneuerung eines spätmittelalterlichen Kreuzweges, jetzige Form 1856; mit Ausstattung Station XIII, kapellenartiger, offener Rechteckbau mit Eckpilastern und umlaufendem Traufgesims, 2. Viertel 19. Jahrhundert Hl.-Grab-Kapelle, XIV. Station des Kreuzwegs, Rechteckbau mit offener Vorhalle mit Pilastern und Dreiecksgiebel, wohl 19. Jahrhundert Ölbergkapelle, Rundbau mit quadratischem Vorbau mit flachem Giebel und Kuppel mit Laterne, 1887; mit Ausstattung Abendmahlskapelle, Rechteckbau mit flachem Giebel, 1877; mit Ausstattung Kerkerkapelle, grottenartiger Ziegelbau, Ende 19. Jahrhundert; mit Ausstattung Gruftkapelle der Freiherrn von Eyb, Rechteckbau mit Dreiecksgiebel, 1816/17 Gruftkapelle der Freiherrn von Riedheim, Rechteckbau mit übergiebeltem Mittelrisalit, Backstein, nach Plan von Franz Xaver Beyschlag, 1854/55 Bildstock, gegenüber der Abendmahlskapelle Bildstock, am Ende des Kreuzwegs Marienkapelle; Kriegerdenkmal, 1874 Bildstock, neben Kriegerdenkmal Emauskapelle, Rechteckbau mit dreiseitigem Schluss und profiliertem Traufgesims | D-7-74-135-179 Wikidata | BW                              |
| Bürgermeister-Johann-Müller-Straße 1 (Standort)               | Burg Reisensburg, Hauptbau mit eingebautem Bergfried | dreigeschossiger Walmdachbau mit viergeschossigen Ecktürmen und darüber aufragendem Turm mit Zinnenkranz und runden Eckerkern, Bergfried 14./15. Jahrhundert | D-7-74-135-182 Wikidata | weitere Bilder                  |
| Bürgermeister-Johann-Müller-Straße 1 (Standort)               | Burg Reisensburg, Wohnbau                            | 16./17. Jahrhundert; mit Ausstattung | D-7-74-135-182 Wikidata | BW                              |
| Bürgermeister-Johann-Müller-Straße 1 (Standort)               | Burg Reisensburg, ehemalige Wagenremise              | erdgeschossiger Bau mit Mansardwalmdach, 18. Jahrhundert | D-7-74-135-182 Wikidata | BW                              |
| Bürgermeister-Johann-Müller-Straße 1 (Standort)               | Burg Reisensburg, Brunnen                            | westlich des Hauptbaus | D-7-74-135-182 Wikidata | BW                              |
| Bürgermeister-Johann-Müller-Straße 1 (Standort)               | Burg Reisensburg, zwei Befestigungstürme             | polygonale Bauten, 1920/25 | D-7-74-135-182 Wikidata | BW                              |
| Georg-Lacher-Straße 19 (Standort)                             | Katholische Pfarrkirche St. Sixtus                   | Saalbau mit eingezogenem Chor und Dachreiter mit Zwiebelhaube, 1767/68 über älterem Kern errichtet, nach Plänen von Michael Kurz 1934/35 erweitert; mit Ausstattung. | D-7-74-135-178 Wikidata | BW                              |
| Griesle (Standort)                                            | Grenzstein                                           | Pfalz-Neuburg/Reichsstadt Ulm, 1596 | D-7-74-135-199          | BW                              |
| Günzburger Straße 24 (Standort)                               | Ehemaliger Vogtshof, Bauernhaus                      | zweigeschossiger Satteldachbau mit Giebelgesims, 18. Jahrhundert | D-7-74-135-183 Wikidata | Ehemaliger Vogtshof, Bauernhaus |
| Günzburger Straße 24 (Standort)                               | Ehemaliger Vogtshof, Scheune                         | rechtwinklig an Bauernhaus anschließend | D-7-74-135-183 Wikidata | BW                              |
| Nornheimer Straße; an der Straße Günzburg-Offingen (Standort) | Feldkapelle                                          | Rechteckbau mit halbrundem Schluss, 18. Jahrhundert | D-7-74-135-184 Wikidata | BW                              |
| Staudenmähder (Standort)                                      | Grenzstein                                           | Pfalz-Neuburg/Reichsstadt Ulm, 1596 | D-7-74-135-197          | BW                              |
| Staudenmähder (Standort)                                      | Grenzstein                                           | Pfalz-Neuburg/Reichsstadt Ulm, 1596 | D-7-74-135-223          | BW                              |

### Riedhausen bei Günzburg
| Lage                             | Objekt                            | Beschreibung | Akten-Nr.               | Bild |
| -------------------------------- | --------------------------------- | --- | ----------------------- | ---- |
| Sankt-Vitus-Straße (Standort)    | Sogenannte „Schlossstädel“        | durch die ehemals Graf Maldeghem`sche Gutsverwaltung einheitlich geplante Anlage von sechs Stallungen mit Stadeln, zweigeschossige Satteldachbauten in Rohziegelbauweise, auf Grundlage des 18. Jahrhunderts, erneuert 1894 | D-7-74-135-190 Wikidata | BW   |
| Sankt-Vitus-Straße 12 (Standort) | Katholische Pfarrkirche St. Vitus | Saalbau mit eingezogenem Chor und westlichem Turm mit Spitzhelm, neuromanisch, 1843/44; mit Ausstattung. | D-7-74-135-185 Wikidata | BW   |

### Wasserburg
| Lage                     | Objekt                             | Beschreibung                                                                                      | Akten-Nr.               | Bild |
| ------------------------ | ---------------------------------- | ------------------------------------------------------------------------------------------------- | ----------------------- | ---- |
| Ortsstraße 25 (Standort) | Katholische Filialkirche St. Josef | lisenengegliederter Saalbau mit Dachreiter mit Zwiebelhaube, 19./20. Jahrhundert; mit Ausstattung | D-7-74-135-186 Wikidata | BW   |

## Ehemalige Baudenkmäler
In diesem Abschnitt sind Objekte aufgeführt, die früher einmal in der Denkmalliste eingetragen waren, jetzt aber nicht mehr. Objekte, die in anderem Zusammenhang also z. B. als Teil eines Baudenkmals weiter eingetragen sind, sollen hier nicht aufgeführt werden. Aktennummern in diesem Abschnitt sind ehemalige, jetzt nicht mehr gültige Aktennummern.
| Lage                                                    | Objekt                      | Beschreibung | Akten-Nr.               | Bild           |
| ------------------------------------------------------- | --------------------------- | --- | ----------------------- | -------------- |
| Günzburg Augsburger Straße 10, 10 a (Standort)          | Wohnhaus                    | zweigeschossiger Walmdachbau mit Zwerchgiebel, Ende 18. Jahrhundert | D-7-74-135-5 Wikidata   | BW             |
| Günzburg Hockergasse 7 (Standort)                       | Eckstiel des Fachwerkhauses | bezeichnet mit dem Jahr 1665 | D-7-74-135-46 Wikidata  | BW             |
| Günzburg Hofgasse 15, 17 (Standort)                     | Doppelwohnhaus              | vorkragende Obergeschosse, Fachwerk verputzt, Anfang 18. Jahrhundert | D-7-74-135-53 Wikidata  | Doppelwohnhaus |
| Günzburg Hofgasse 20 (Standort)                         | Wohnhaus                    | Anfang 19. Jahrhundert, im Kern älter | D-7-74-135-54 Wikidata  | Wohnhaus       |
| Günzburg Hofgasse 22 (Standort)                         | Wohnhaus                    | dreigeschossiger Eckbau mit Satteldach, Anfang 19. Jahrhundert, im Kern älter                                                                                                   | D-7-74-135-55 Wikidata  | Wohnhaus       |
| Günzburg Ichenhauser Straße 3 (Standort)                | Wohnhaus                    | dreigeschossiger Bau mit abgewalmtem Satteldach, im Kern 16./17. Jahrhundert, 18. Jahrhundert                                                                                   | D-7-74-135-59 Wikidata  | BW             |
| Günzburg Institutstraße 10 (Standort)                   | Wohnhaus                    | zweigeschossiger Satteldachbau, 1. Hälfte 19. Jahrhundert | D-7-74-135-65 Wikidata  | BW             |
| Günzburg Kapuzinergasse 7 (Standort)                    | Wohnhaus                    | Satteldachbau, 1. Hälfte 18. Jahrhundert; mit Hausmadonna | D-7-74-135-70 Wikidata  | BW             |
| Günzburg Marktplatz 2 (Standort)                        | Gedenktafel                 | für das 1868 abgebrochene Obere Tor | D-7-74-135-73 Wikidata  | weitere Bilder |
| Günzburg Marktplatz 37 (Standort)                       | Wohnhaus                    | Walmdachbau, 2. Hälfte 18. Jahrhundert | D-7-74-135-98 Wikidata  | BW             |
| Günzburg Ulmer Straße 34 (Standort)                     | Ackerbürgerhaus             | zweigeschossiger, giebelständiger Satteldachbau über hohem Sockel, Obergeschoss verputztes Fachwerk, Wohnteil um eine Fensterachse erweitert, 18. Jahrhundert, später verändert | D-7-74-135-159 Wikidata | BW             |
| Günzburg Wagnergasse 10 (Standort)                      | Stucknische für Hausmadonna | Mitte 18. Jahrhundert | D-7-74-135-163 Wikidata | weitere Bilder |
| Günzburg Webergasse 1 (Standort)                        | Wohnhaus                    | zweigeschossiger, traufständiger Eckbau mit Schleppdach, 18. Jahrhundert | D-7-74-135-134 Wikidata | Wohnhaus       |
| Deffingen B 16, an der Straße nach Kleinkötz (Standort) | Bildstock                   | 18. Jahrhundert | D-7-74-135-170          | Bildstock      |
| Denzingen Karl-Danner-Straße 3 (Standort)               | Wohnhaus                    | zweigeschossiger Walmdachbau, 18. Jahrhundert | D-7-74-135-172          | BW             |

## Abgegangene Baudenkmäler
In diesem Abschnitt sind Objekte aufgeführt, die früher einmal in der Denkmalliste eingetragen waren, jetzt aber nicht mehr existieren, z. B. weil sie abgebrochen wurden. Aktennummern in diesem Abschnitt sind ehemalige, jetzt nicht mehr gültige Aktennummern.

| Lage                               | Objekt         | Beschreibung           | Akten-Nr.               | Bild |
| ---------------------------------- | -------------- | ---------------------- | ----------------------- | ---- |
| Günzburg Schmiedgasse 5 (Standort) | Handwerkerhaus | Anfang 19. Jahrhundert | D-7-74-135-145 Wikidata | BW   |
| Günzburg Webergasse 8 (Standort)   | Wohnhaus       | Anfang 19. Jahrhundert | D-7-74-135-136 Wikidata | BW   |